# Иммиграция в Австралию
Иммиграция на австралийский континент, согласно оценкам, началась около 50 000 лет назад, когда предки австралийских аборигенов прибыли на континент через острова Малайского архипелага и Новой Гвинеи.
Первые европейцы иммигрировали сюда в 1600-х и 1700-х годах, но массовая колонизация началась только в 1788 году.
Общий уровень иммиграции существенно вырос за последние полтора десятилетия. Чистая зарубежная миграция увеличилась с 30 042 в 1992—1993 до 177 600 в 2006—2007 годах. Это самый высокий уровень за всё время. Самый большой компонент миграции — программы квалифицированной миграции и воссоединения семьи. В последние годы несанкционированное прибытие мигрантов на лодках с соседних островов вызвало в обществе споры и дискуссии.
В 2004—2005 годах 123 424 человек эмигрировали в Австралию. Из них из Африки было 17 736, из Азии — 54 804, из Океании — 21 131, из Соединённого Королевства — 18 220, из Южной Америки — 1 506, и из стран Восточной Европы — 2 369.
131 000 человек мигрировали в Австралии в 2005—2006 гг. и миграционный план на 2006—07 годы был 143 000 человек. План миграционной программы на 2007—2008 гг. был установлен в диапазоне от 142 800 до 152 800 мест, плюс 13 000 мест в гуманитарной программе. В 2008—2009, как ожидается, около 300 000 новых мигрантов прибудут в Австралию, это самый высокий показатель с момента Второй мировой войны. Однако в марте 2009 года австралийское правительство объявило о намерении сократить на 14 процентов в 2008—2009 программы приема на постоянную квалифицированную миграцию с 133 500 до 115 000 в связи с ухудшением показателей экономики.

## История

### Настоящее время
В настоящее время иммиграция в Австралию имеет тенденцию к росту, так как страна признана одной из самых демократичных и безопасных стран мира. Около 30 % население Австралии родились за рубежом, примерно столько же граждан (28 %) родились во втором поколении в семьях мигрантов.
Иммиграция в Австралии — основной источник прироста населения страны. Самые быстрорастущие группы иммигрантов — китайцы (55 % от всех въезжающих в страну на ПМЖ) и индийцы (38—40 %).
В настоящее время (2018 год) Австралия ежегодно принимает максимум 190 000 постоянных иммигрантов-резидентов. Большинство из них являются квалифицированными мигрантами. Высокий уровень иммиграции имеет решающее значение для увеличения количества рабочей силы в Австралии в последние годы.

### Доисторическая колонизация
Миграция народов на австралийский континент впервые произошла на заключительном этапе эпохи плейстоцена, когда уровень моря был значительно ниже, чем в настоящее время. Как описано в учебниках, туземцы прибыли через ближайшие острова Малайского архипелага, пересекая проливы (которые были более узкими), направляясь достичь единую территорию, которая тогда существовала. Известная как Сахул (англ. Sahul), территория связывала континент Австралию с Новой Гвинеей через перешеек, который возник при сложившихся ледниковых условиях при снижении уровня моря примерно на 100—150 метров. Побережья Австралии простирались намного дальше в Тиморском море, чем в настоящее время, предоставляя другой возможный маршрут, с помощью которого первые народы достигли континента. Оценки сроков этих миграций значительно различаются: наиболее широко признаны консервативные доказанные исследования этого места, от 40 000 до 45 000 лет назад, ранее упоминали (не всеми поддерживается) сроки до 60 000 и более лет; прения продолжаются в рамках научного сообщества.

### Европейская колонизация
26 января 1788 — дата, которую теперь отмечают как День Австралии, но некоторые коренные народы и их сторонники рассматривают как «День выживания» или «День вторжения», когда корабли Первого флота привезли осужденных для создания каторги. 7 февраля новая колония была официально провозглашена в качестве колонии Нового Южного Уэльса.
Первоначально это были преимущественно уголовные колонии с меньшинством свободных поселенцев. С самых первых дней поселения необходимо было получить разрешение для миграции в Австралию. Поскольку расходы на поездку из Европы были значительно выше, чем из Европы в США, то в колонии было трудно привлекать мигрантов. В 1840-х годах это было преодолено с помощью идей Эдуарда Гиббона Уэйкфилда, который предложил установить высокие цены на землю и предоставлять деньги для субсидирования иммигрантов. Это продолжалось до формирования органов самоуправления, когда избиратели отказались санкционировать выплату налоговых денег, используемых теперь для предоставления претендентам на создаваемые рабочие места.

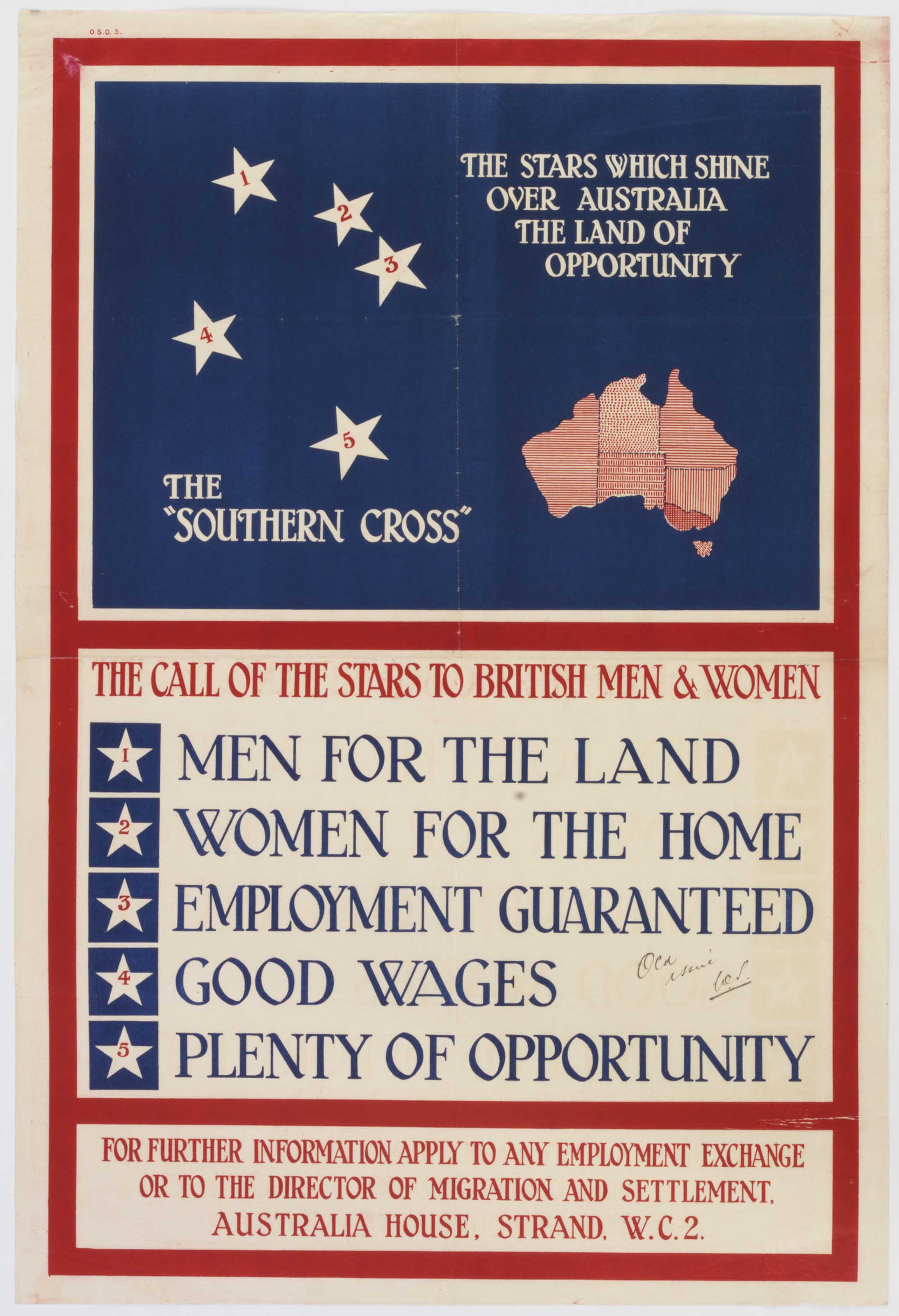
Плакат 1928 года, выпущен правительством Австралии для привлечения британских иммигрантов. (Источник: НАА))

Пик австралийской золотой лихорадки, начавшийся в 1851 году, привел к огромному увеличению численности населения, в том числе к большому количеству британских и ирландских поселенцев, и меньшему числу немцев и других европейцев, а также китайцев. Эта последняя группа подверглась ограничениям на увеличение численности и дискриминации, что сделало невозможным для большинства оставаться в стране. При преобразовании Федерации австралийских колоний в единую нацию одним из первых шагов нового правительства стал Закон об ограничении иммиграции 1901 года, иначе известный как «Акт белой Австралии», который укрепил и объединил разрозненные акты колониальной политики, направленной на ограничение иммиграции «не белых». 
Как механизм контроля появляется испытательный диктант на одном из европейских языков, выбранный иммиграционным служащим. Им, конечно, оказывался выбран тот язык, которого не знал конкретный иммигрант, таким образом, последний случай, когда иммигрант прошёл испытания, был в 1909 году. Пожалуй, самый знаменитый случай произошёл с Эгоном Эрвином Кишем, чехословацким журналистом левого толка, который мог говорить на пяти языках, но не прошёл испытания на языке шотландских кельтов и был депортирован как неграмотный.
Правительство также установило, что, если потребуются иммигранты, то необходимо субсидировать миграцию. Большое расстояние от Европы сделало Австралию более дорогостоящей и менее привлекательной, чем Канада и Соединённые Штаты. Число иммигрантов, необходимых на разных этапах экономического цикла, может контролироваться посредством изменения субсидий. До образования Федерации в 1901 году мигранты получали помощь от государственных колониальных фондов. Британское правительство платило за переезд осужденных, бедняков, военных и гражданских служащих. Лишь немногие иммигранты получили государственную колониальную помощь до 1831 года.
| Период    | Среднегодовое число иммигрантов |
| --------- | ------------------------------- |
| 1831—1860 | 18 268                          |
| 1861—1900 | 10 087                          |
| 1901—1940 | 10 662                          |
| 1941—1980 | 52 960                          |

Рост иммиграции в Австралию по годам (зеленый цвет — спонсируемая, жёлтый — иная)

С началом Великой депрессии генерал-губернатор провозгласил прекращение иммиграции до дальнейшего уведомления, и следующая группа прибывших составила 5 000 еврейских семей из Германии, запросивших убежище в 1938 году. Такие утверждённые группы были обеспечены Сертификатами об освобождении от испытательного диктанта.

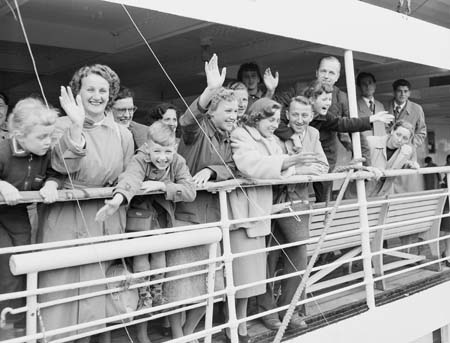
В 1954 году прибыл 50 000-й голландский иммигрант; справа — Мария Шольте

После Второй мировой войны Австралия начала программу массовой иммиграции, полагая, что стране чудом удалось избежать японского вторжения, и Австралии предстоит «наполниться или погибнуть». Сотни тысяч перемещённых европейцев мигрировали в Австралию и свыше 1 000 000 британских подданных, иммигрировавших с помощью программы миграции, известной как англ. Ten Paunds Poms. Принцип этой программы был прост: если вы были европейского происхождения, достаточно здоровы и без судимости, вы должны быть приняты.
Примерно в 1970 году произошло одно из основных изменений в иммиграционной политике, поскольку впервые после 1788 года стало больше мигрантов желающих приехать (даже без субсидий), чем правительство хочет принять. Все субсидии были отменены, и иммиграция стала более сложной.
Во время избирательной кампании 2001 года беженцы стали горячей проблемой в результате инцидентов, таких, как 11 сентября 2001 года, «дело Тампе», «дело детей за бортом» и затопление SIEV-X. Этот инцидент знаменует начало противоречивого мирного урегулирования Pacific Solution. Правительство Говарда победило на выборах во многом из-за сильной государственной поддержки своей ограничительной политики в отношении лиц, ищущих убежища. Тем не менее, общий уровень иммиграции значительно вырос в течение срока действия правительства Говарда.

## Страны, где родились жители Австралии
| Список стран по месту рождения | Численность народа(2006) | Численность народа(2010) |
| ------------------------------ | ------------------------ | ------------------------ |
| Великобритания                 | 1,153,264                | 1,192,878                |
| Новая Зеландия                 | 476,719                  | 544,171                  |
| Китай                          | 203,143                  | 379,776                  |
| Индия                          | 153,579                  | 340,604                  |
| Италия                         | 220,469                  | 216,303                  |
| Вьетнам                        | 180,352                  | 210,803                  |
| Филиппины                      | 135,619                  | 177,389                  |
| Южная Африка                   | 118,816                  | 155,692                  |
| Малайзия                       | 103,947                  | 135,607                  |
| Германия                       | 114,921                  | 128,558                  |
| Греция                         | 125,849                  | 127,195                  |
| Южная Корея                    | 49,141                   | 100,255                  |
| Шри-Ланка                      | 70,908                   | 92,243                   |
| Ливан                          | 86,599                   | 90,395                   |
| Гонконг                        | 76,303                   | 90,295                   |
| Голландия                      | 86,950                   | 88,609                   |
| США                            | 64,832                   | 83,996                   |
| Индонезия                      | 67,952                   | 73,527                   |
| Ирландия                       | 57,338                   | 72,378                   |
| Хорватия                       | 56,540                   | 68,319                   |
| Фиджи                          | 58,815                   | 62,778                   |
| Сингапур                       | 49,819                   | 58 903                   |
| Польша                         | 59,221                   | 58,447                   |
| Таиланд                        | 32,747                   | 53,393                   |
| Япония                         | 29,469                   | 52,111                   |
| Республика Македония           | 48,577                   | 49,704                   |
| Мальта                         | 48,978                   | 48,870                   |
| Ирак                           | 40,400                   | 48,348                   |
| Канада                         | 33,198                   | 44,118                   |
| Республика Сербия              | 68,879                   | 42,064                   |
| Египет                         | 38,782                   | 41,163                   |
| Турция                         | 37,556                   | 39,989                   |
| Тайвань                        | 31,258                   | 38,025                   |
| Босния и Герцеговина           | 27,328                   | 37,470                   |
| Иран                           | 25,659                   | 33,696                   |
| Зимбабве                       | 21,142                   | 31,779                   |
| Камбоджа                       | 28,175                   | 31,397                   |
| Пакистан                       | 19,768                   | 31,277                   |
| Папуа Новая Гвинея             | 26,302                   | 31,225                   |
| Франция                        | 20,054                   | 30,631                   |

## Экологические, экономические и социальные последствия

### Окружающая среда
В каждом крупном городе есть множество парков для отдыха и не только. Эвкалиптовые заросли делают воздух благоприятным для людей с болезнями дыхательных путей и органов. «В Австралии животные живут в городах» — это утверждение отчасти является правдой: в Сиднее можно увидеть какаду, в парковых прудах Брисбена или Перта можно увидеть популяции черепах, на окраине Мельбурна или Аделаиды возле дома можно увидеть варанов или других ящериц, в пригороде Канберры можно увидеть кенгуру прямо возле домов. Всё это указывает на хорошее экологическое состояние городов, да и страны в целом. Но в городах, которые окружены пустынями, надо остерегаться: агрессивных тайпанов (самая ядовитая змея в мире), мулгу и т.д. В восточных районах Австралии и на острове Тасмания надо остерегаться утконосов (самцов), у которых под задними лапами находятся ядовитые железы.

## Миграционные агенты
Ввиду сложности процесса получения статуса резидента или гражданина Австралии, а последнее время и временных виз, правовые и иные услуги, облегчающие разрешение миграционных вопросов, оказывают специальные зарегистрированные миграционные агенты. Согласно действующему австралийскому законодательству, миграционные агенты обязаны пройти сертификацию и получить соответствующую лицензию MARA, без которой они не имеют права заниматься агентской деятельностью.
Несмотря на то, что лицензию необходимо обновлять ежегодно, регистрационный номер каждого агента не меняется. Первые две цифры такого номера — это год получения самой первой лицензии агента. Поэтому при поиске агента с опытом необходимо выбирать наименьший такой номер. Номер лицензии миграционного агента можно проверить онлайн в системе MARA.